# Lliga finlandesa de futbol
La Lliga finlandesa de futbol, la màxima categoria de la qual s'anomena Veikkausliiga, és la màxima competició futbolística de Finlàndia. Actualment és patrocinada per l'agència de loteries estatal Veikkaus, d'aquí el nom de la competició. És organitzat per la Federació Finlandesa de Futbol.

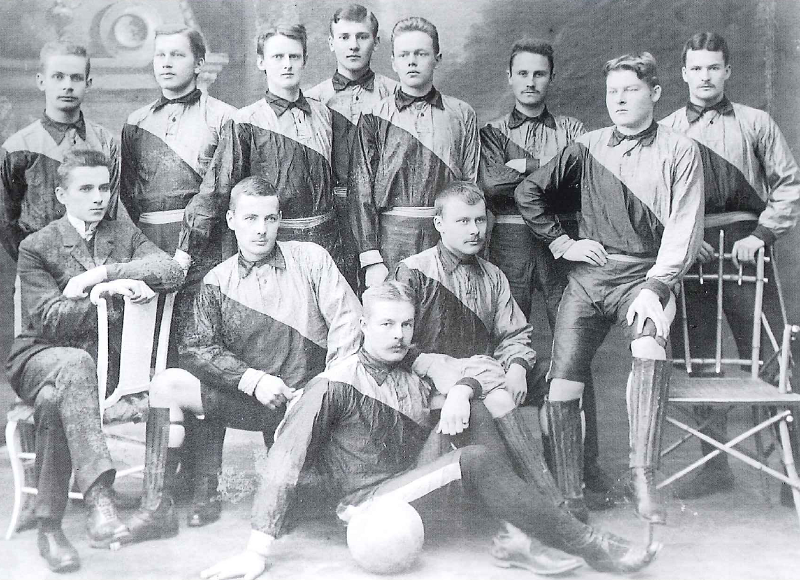
PUS el 1909, segon campió finès.

La Veikkausliiga es creà el 1990; anteriorment s'anomenà Mestaruussarja (sèries de campionat), des de 1930. Entre els anys 1908 i 1930 el campionat es decidí per sistema de copa. El segon nivell s'anomena Ykkönen (divisió 1) des de 1973.
Com succeeix a molts d'altres països del nord, la competició es disputa a l'estiu, normalment d'abril a octubre.

## Historial
Font:
- 1908:  Unitas Helsinki (1)
- 1909:  PUS Helsinki (1)
- 1910:  ÅIFK Turku (1)
- 1911:  HJK Helsinki (1)
- 1912:  HJK Helsinki (2)
- 1913:  KIF Helsinki (1)
- 1914: No es disputà
- 1915:  KIF Helsinki (2)
- 1916:  KIF Helsinki (3)
- 1917:  HJK Helsinki (3)
- 1918:  HJK Helsinki (4)
- 1919:  HJK Helsinki (5)
- 1920:  ÅIFK Turku (2)
- 1921:  HPS Helsinki (1)
- 1922:  HPS Helsinki (2)
- 1923:  HJK Helsinki (6)
- 1924:  ÅIFK Turku (3)
- 1925:  HJK Helsinki (7)
- 1926:  HPS Helsinki (3)
- 1927:  HPS Helsinki (4)
- 1928:  TPS Turku (1)
- 1929:  HPS Helsinki (5)
- 1930:  HIFK Helsinki (1)
- 1931:  HIFK Helsinki (2)
- 1932:  HPS Helsinki (6)
- 1933:  HIFK Helsinki (3)
- 1934:  HPS Helsinki (7)
- 1935:  HPS Helsinki (8)
- 1936:  HJK Helsinki (8)
- 1937:  HIFK Helsinki (4)
- 1938:  HJK Helsinki (9)
- 1939:  TPS Turku (2)
- 1940:  Sudet Viipuri (1)
- 1941:  TPS Turku (3)
- 1942:  HT Helsinki (1)
- 1943: No es disputà
- 1944:  VIFK Vaasa (1)
- 1945:  VPS Vaasa (1)
- 1946:  VIFK Vaasa (2)
- 1947:  HIFK Helsinki (5)
- 1948:  VPS Vaasa (2)
- 1949:  TPS Turku (4)
- 1950:  IKissat Tampere (1)[3]
- 1951:  KTP Kotka (1)
- 1952:  KTP Kotka (2)
- 1953:  VIFK Vaasa (3)
- 1954:  Pyrkivä Turku (1)
- 1955:  KIF Helsinki (4)
- 1956:  KuPS Kuopio (1)
- 1957:  HPS Helsinki (9)
- 1958:  KuPS Kuopio (2)
- 1959:  HIFK Helsinki (6)
- 1960:  FC Haka Valkeakoski (1)
- 1961:  HIFK Helsinki (7)
- 1962:  FC Haka Valkeakoski (2)
- 1963:  Reipas Lahti (1)
- 1964:  HJK Helsinki (10)
- 1965:  FC Haka Valkeakoski (3)
- 1966:  KuPS Kuopio (3)
- 1967:  Reipas Lahti (2)
- 1968:  TPS Turku (5)
- 1969:  KPV Kokkola (1)
- 1970:  Reipas Lahti (3)
- 1971:  TPS Turku (6)
- 1972:  TPS Turku (7)
- 1973:  HJK Helsinki (11)
- 1974:  KuPS Kuopio (4)
- 1975:  TPS Turku (8)
- 1976:  KuPS Kuopio (5)
- 1977:  FC Haka Valkeakoski (4)
- 1978:  HJK Helsinki (12)
- 1979:  OPS Oulu (1)
- 1980:  OPS Oulu (2)
- 1981:  HJK Helsinki (13)
- 1982:  Kuusysi Lahti (1)
- 1983:  Ilves Tampere (2)[3]
- 1984:  Kuusysi Lahti (2)
- 1985:  HJK Helsinki (14)
- 1986:  Kuusysi Lahti (3)
- 1987:  HJK Helsinki (15)
- 1988:  HJK Helsinki (16)
- 1989:  Kuusysi Lahti (4)
- 1990:  HJK Helsinki (17)
- 1991:  Kuusysi Lahti (5)
- 1992:  HJK Helsinki (18)
- 1993:  FC Jazz Pori (1)
- 1994:  TPV Tampere (1)
- 1995:  FC Haka Valkeakoski (5)
- 1996:  FC Jazz Pori (2)
- 1997:  HJK Helsinki (19)
- 1998:  FC Haka Valkeakoski (6)
- 1999:  FC Haka Valkeakoski (7)
- 2000:  FC Haka Valkeakoski (8)
- 2001:  Tampere United (1)
- 2002:  HJK Helsinki (20)
- 2003:  HJK Helsinki (21)
- 2004:  FC Haka Valkeakoski (9)
- 2005:  MyPa (1)
- 2006:  Tampere United (2)
- 2007:  Tampere United (3)
- 2008:  FC Inter (1)
- 2009:  HJK Helsinki (22)
- 2010:  HJK Helsinki (23)
- 2011:  HJK Helsinki (24)
- 2012:  HJK Helsinki (25)
- 2013:  HJK Helsinki (26)
- 2014:  HJK Helsinki (27)
- 2015:  SJK (1)
- 2016:  IFK Mariehamn (1)
- 2017:  HJK Helsinki (28)
- 2018:  HJK Helsinki (29)
- 2019:  KuPS Kuopio (6)
- 2020:  HJK Helsinki (30)
- 2021:  HJK Helsinki (31)
- 2022:  HJK Helsinki (32)
- 2023:  HJK Helsinki (33)
- 2024:  KuPS Kuopio (7)